# Genie Engine

Скриншот из Age of Empires

Скриншот из The Rise of Rome

Скриншот из Age of Empires II

Скриншот из The Conquerors

Genie Engine — это компьютерный игровой движок, разработанный Ensemble Studios и использовавшийся в ряде популярных компьютерных игр, таких как Age of Empires, Age of Empires II и её дополнение Age of Empires II: The Conquerors, Star Wars: Galactic Battlegrounds. Некоторые из этих игр были портированы на Apple Mac. В других играх Ensemble Studios он не использовался.

## Разработка
Genie Engine был разработан как база для первой игры Ensemble Studios, Age of Empires, которая имела изначально название «Dawn of Man». Дизайнеры взяли большую часть своего вдохновения из игры Civilization, с её проверенной исторической обстановкой, что было положительно отмечено обозревателями. Наибольший вклад в создание Age of Empires внесли Брюс Шелли, Тони Гудмен (на посту художника) и Дейв Поттингер (отвечающий за искусственный интеллект). Игра описывалась как смесь «Civilization II и Warcraft II», и это отражено в игровом дизайне движка. Как и Warcraft, это стратегия в реальном времени, но, в отличие от Warcraft и подобно Civilization II, это историческая игра в изометрической проекции.
Проектная группа сиквела игры, The Age of Kings, намеревалась завершить игру в течение года с помощью кода из оригинальной игры и используя переработанный движок Genie Engine. Через несколько месяцев они поняли, что не смогут завершить игру качественно к этому времени. Ensemble Studios сообщила Microsoft, что им потребуется еще один год, а вместо этого создали Age of Empires: The Rise of Rome, с лёгкостью созданное дополнение к Age of Empires, как компромисс, который можно было выпустить на Рождество 1998 года. Для того, чтобы успеть выпустить игру в следующем году, компания нанимает программистов, художников, дизайнеров.
Оригинальная Age of Empires была подвергнута критике за её искусственный интеллект (ИИ). Поскольку первоначальный ИИ не «жульничал», приписывая себе дополнительные ресурсы или используя техники, недоступные живому игроку, — его было легче победить, чем во многих других стратегиях в реальном времени. Для The Age of Kings Ensemble Studios пыталась разработать более мощный ИИ, опять-таки не опирающийся на жульничество. Ветеран индустрии Марио Гримани возглавил Ensemble Studios при создании новой системы. Чтобы преодолеть еще один важный недостаток Age of Empires — поиск пути, — команда полностью переработала систему навигации ИИ.
Команда была менее успешной в решении других вопросов; программист Мэтт Притчард жаловался после выхода Age of Empires, что не было налажено процесса, позволявшего выпускать патчи. Несколько ошибок в игре привели к глобальному читерству в многопользовательских играх Age of Empires, в результате чего Microsoft обещала Ensemble Studios, что будет разработан способ установки патча для The Age of Kings. Первый патч был выпущен спустя 11 месяцев после выхода игры.
Ensemble Studios разработала новую систему местности для The Age of Kings, с 3D-презентацией возможностей, которые значительно превосходили таковые в Age of Empires. Притчард отметил улучшение художественных способностей команды после их работы над последними двумя играми, и он отметил: «AoK стал демонстрацией для улучшения их таланта». Тем не менее, он жаловался на отсутствие инструмента управления художественными компонентами, в то время как другие ведомства получили новые инструменты и автоматизированные процедуры, помогающие в дизайне и тестировании игры.
В The Age of Kings появилась триггерная система для её редактора сценариев. Триггеры позволяют отображать сообщения или действия, которые происходят на основе заранее прописанных критериев или «событий». Редактор сценария был также улучшен новой системой искусственного интеллекта. ИИ и системы триггеров регулярно взаимодействуют друг с другом в одиночных кампаниях. Множество дополнений были добавлены в The Conquerors, но это в основном были улучшения геймплея, а не движка.
Star Wars: Galactic Battlegrounds была разработана LucasArts с помощью лицензированного движка Genie Engine от Ensemble Studios. Игра, а также дополнение «Clone Campaigns», были разработаны под управлением Гарри М. Габера.

## Особенности
Genie Engine имеет ряд особенностей, которые являются общими для подобных игр, в том числе редактор сценария, кампании, сетевая игра, локальный и TCP/IP мультиплеер, фоновая музыка. Движок использовал изометрический набор плиток, в отличие от других стратегий в реальном времени, таких как Warcraft.

## Игры, использующие Genie Engine
- Age of Empires
  - Age of Empires: The Rise of Rome

Star Wars: Galactic Battlegrounds

- Age of Empires II: The Age of Kings
  - Age of Empires II: The Conquerors
  - Age of Empires II: The Forgotten
  - Age of Empires II: The African Kingdoms
  - Age of Empires II: Rise of the Rajas
- Star Wars: Galactic Battlegrounds
  - Star Wars: Galactic Battlegrounds: Clone Campaigns

## Наследие

Age of Mythology

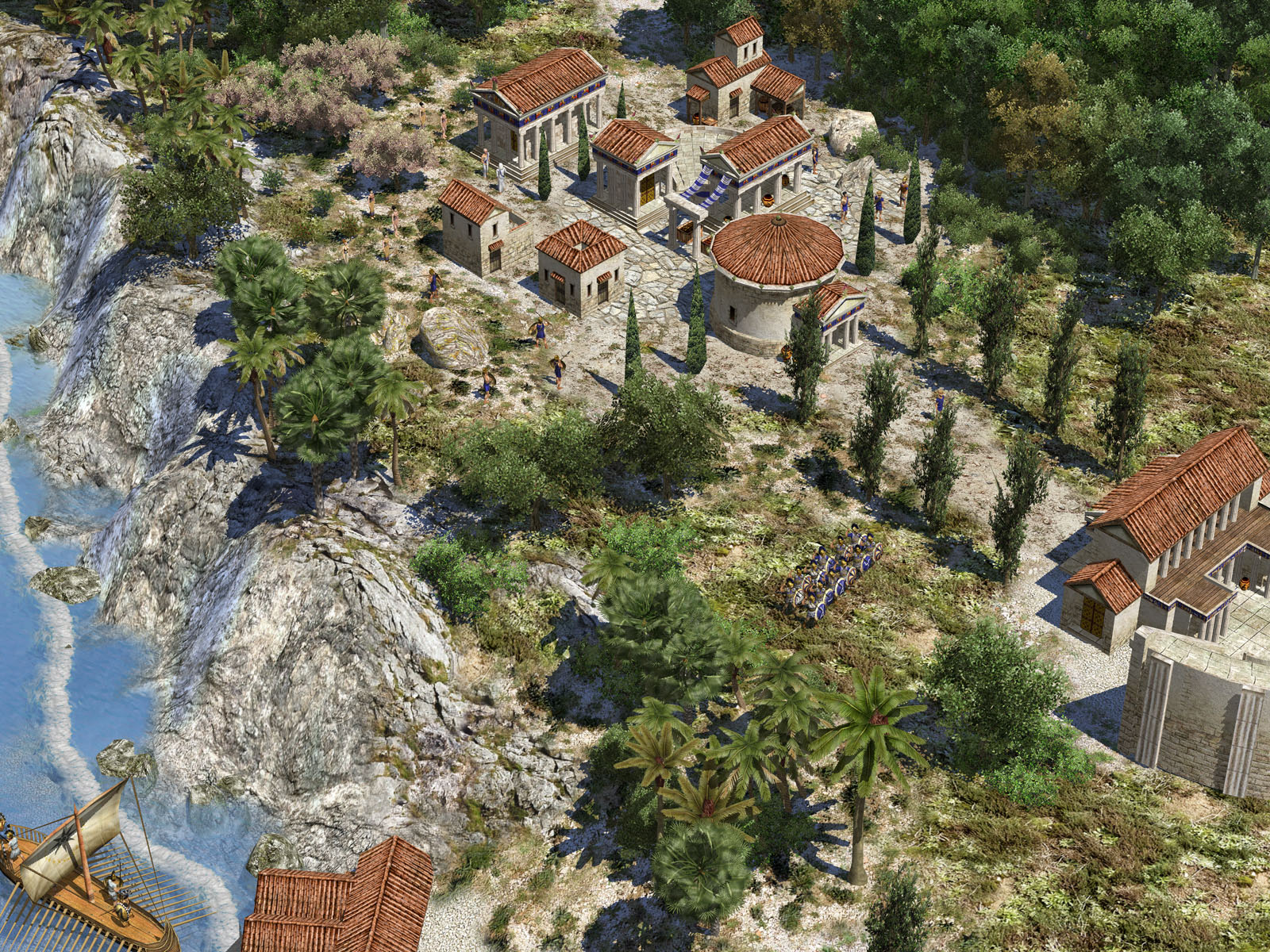
0 A.D.

Игры, использующие движок Genie Engine, обычно получали высокие оценки. На 2000 г. было продано более чем 3 миллиона копий Age of Empires, игра получила среднюю оценку 87 % на Game Rankings. The Age of Kings получила ещё более высокий рейтинг у критиков, чем первая игра, — 92 % у Game Rankings и Metacritic
.
Оба дополнения к Age of Empires получили немного меньший рейтинг, но всё же были очень хорошо приняты.
Star Wars: Galactic Battlegrounds получила в целом положительные отзывы у критики и фанов. GameRankings дала игре 77 % на основе 38 СМИ. Дизайн Genie Engine был скопирован позже в таких играх, как Empire Earth, Казаки: Европейские войны, Theocracy, Rise of Nations и Stronghold. Большинство из этих игр также были одобрены критикой.
Модифицированный движок Genie Engine использовался также при создании игр Age of Mythology и Age of Empires III. Наиболее существенными техническими нововведениями стало обновление графики и подключение связующего движка Havok.
Создание свободной стратегии в реальном времени 0 A.D. от Wildfire Games начиналось как модификация Age of Empires II и имеет много сходств с Age of Empires.
Ещё один свободный проект пытается воссоздать более непосредственно Age of Empires и Genie Engine; он написан на Gambas.

## Примечание
1. ↑  Grossman, Austin. Postmortems from Game Developer (неопр.). — Focal Press[англ.], 2003. — ISBN 1578202140.
2. ↑  Behind the Scenes. Microsoft.com. Дата обращения: 2 сентября 2008. Архивировано 1 сентября 2012 года.
3. ↑  Behind the Scenes: Bruce Shelly. Microsoft.com. Дата обращения: 2 сентября 2008. Архивировано 27 февраля 2012 года.
4. ↑  Behind the Scenes: Tony Goodman. Microsoft.com. Дата обращения: 2 сентября 2008. Архивировано 1 сентября 2012 года.
5. ↑  Behind the Scenes: Dave Pottinger. Microsoft.com. Дата обращения: 2 сентября 2008. Архивировано 27 февраля 2012 года.
6. ↑  Daniel Gies. Build an Empire to Surpass Microsoft's. Game Revolution (ноябрь 1997). Дата обращения: 24 февраля 2008. Архивировано 1 сентября 2012 года.
7. ↑  The Art of Empires (.doc). Gamasutra. Дата обращения: 22 сентября 2008. Архивировано 1 сентября 2012 года.
8. ↑  Matt Pritchard. Postmortem: Ensemble Studios' Age of Empires II: The Age of Kings - Catching Up. Gamasutra (7 марта 2000). Дата обращения: 20 сентября 2008. Архивировано 1 сентября 2012 года.
9. 1 2 3 4  Matt Pritchard. Postmortem: Ensemble Studios' Age of Empires II: The Age of Kings — What Went Right. Gamasutra (7 марта 2000). Дата обращения: 20 сентября 2008. Архивировано 1 сентября 2012 года.
10. ↑  Dave Pottinger. Microsoft. Дата обращения: 20 сентября 2008. Архивировано 27 февраля 2012 года.
11. 1 2  Matt Pritchard. Postmortem: Ensemble Studios' Age of Empires II: The Age of Kings — What Went Wrong. Gamasutra (7 марта 2000). Дата обращения: 21 сентября 2008. Архивировано 1 сентября 2012 года.
12. ↑  Age of Empires II: The Age of Kings Downloads. Microsoft. Дата обращения: 21 сентября 2008. Архивировано 1 сентября 2012 года.
13. ↑  Greg Street. Age of Empires II: The Barbarossa Campaign. IGN (27 августа 1999). Дата обращения: 27 сентября 2008. Архивировано 1 сентября 2012 года.
14. ↑  Greg Street. Age of Empires II: The Genghis Khan Campaign. IGN (10 сентября 1999). Дата обращения: 27 сентября 2008. Архивировано 1 сентября 2012 года.
15. ↑  MobyGames — Garry Gaber. Дата обращения: 19 октября 2011. Архивировано 14 декабря 2011 года.
16. ↑  Matt Pritchard. Postmortem: Ensemble Studios’ Age of Empires II: The Age of Kings. Gamasutra (7 марта 2000). Дата обращения: 1 февраля 2008. Архивировано 1 сентября 2012 года.
17. ↑  Age of Empires. Game Rankings. Дата обращения: 17 июня 2008. Архивировано 1 сентября 2012 года.
18. ↑  Age of Empires II: The Age of Kings. Game Rankings. Дата обращения: 17 июня 2008. Архивировано 1 сентября 2012 года.
19. ↑  Age of Empires II: The Age of Kings (pc: 1999). Metacritic. Дата обращения: 17 июня 2008. Архивировано 1 сентября 2012 года.
20. ↑  Age of Empires: The Rise of Rome. Game Rankings. Дата обращения: 17 июня 2008. Архивировано 1 сентября 2012 года.
21. ↑  Age of Empires II: The Conquerors. Game Rankings. Дата обращения: 17 июня 2008. Архивировано 1 сентября 2012 года.
22. ↑  List of reviews for Galactic Battlegrounds. Дата обращения: 19 октября 2011. Архивировано из оригинала 25 мая 2011 года.
23. ↑  GameSpot User Reviews for Galactic Battlegrounds. Дата обращения: 19 октября 2011. Архивировано из оригинала 3 сентября 2009 года.
24. ↑  Moby Games Profile of Galactic Battlegrounds, with User Reviews. Дата обращения: 19 октября 2011. Архивировано 27 октября 2011 года.
25. ↑  GameRankings score for Galactic Battlegrounds
26. ↑  Kasavin, Greg. GameSpot Empire Earth review. GameSpot (13 ноября 2001). Дата обращения: 30 декабря 2006. Архивировано 11 июня 2003 года.
27. 1 2  Казаки: Европейские войны обзор. CNET Networks. Дата обращения: 31 августа 2008. Архивировано 1 сентября 2012 года.
28. ↑  Theocracy Preview. Eurogamer. Дата обращения: 19 ноября 2009. Архивировано 1 сентября 2012 года.
29. ↑  Empire Earth reviews. Game Rankings. Дата обращения: 16 марта 2007. Архивировано 1 сентября 2012 года.
30. ↑  PRESS ROOM: October 27, 2004 — Rise of Nations: Gold Ships Архивировано 22 сентября 2007 года.
31. ↑  Stronghold (pc: 2001) (12 июня 2009). Дата обращения: 12 июня 2009. Архивировано 1 сентября 2012 года.
32. ↑  Steve Butts. Age of Empires III. IGN (9 марта 2005). Дата обращения: 17 июня 2008. Архивировано из оригинала 6 декабря 2008 года.
33. ↑  Pyrogrensis Engine. Mod DB. Дата обращения: 18 октября 2009. Архивировано 4 апреля 2012 года.
34. ↑  Gambas Genie Project Page. Piga Software. Дата обращения: 18 октября 2009. Архивировано 1 сентября 2012 года.
35. ↑  Iain "Klingoncowboy4" Wilson. Free AOE? My Opera Community. Дата обращения: 18 октября 2009. Архивировано 1 сентября 2012 года.
36. ↑  Age of Empires over WINE. LinuxQuestions.org. Дата обращения: 18 октября 2009. Архивировано 1 сентября 2012 года.